# Tour Triana
La tour Triana (en espagnol : Torre Triana) est un bâtiment de Séville en Espagne, situé dans le quartier de la Cartuja dans le district de Triana.
La tour est un édifice administratif de la Junte d'Andalousie, construit en 1993 par l'architecte navarrais Francisco Javier Sáenz de Oiza. Son style, postmoderne, s'inspire de celui du château Saint-Ange de Rome. Il mesure 55 m de haut et comporte 8 étages.

## Sources
- (es) Cet article est partiellement ou en totalité issu de l’article de Wikipédia en espagnol intitulé « Torre-Triana » (voir la liste des auteurs).
- (es) http://elpais.com, « Muere a los 81 años Francisco Javier Sáenz de Oiza, maestro de la arquitectura moderna » (consulté le 17 novembre 2012)
- (en) http://skyscraperpage.com, « Torre Triana » (consulté le 17 novembre 2012)